# Modelatge 3D

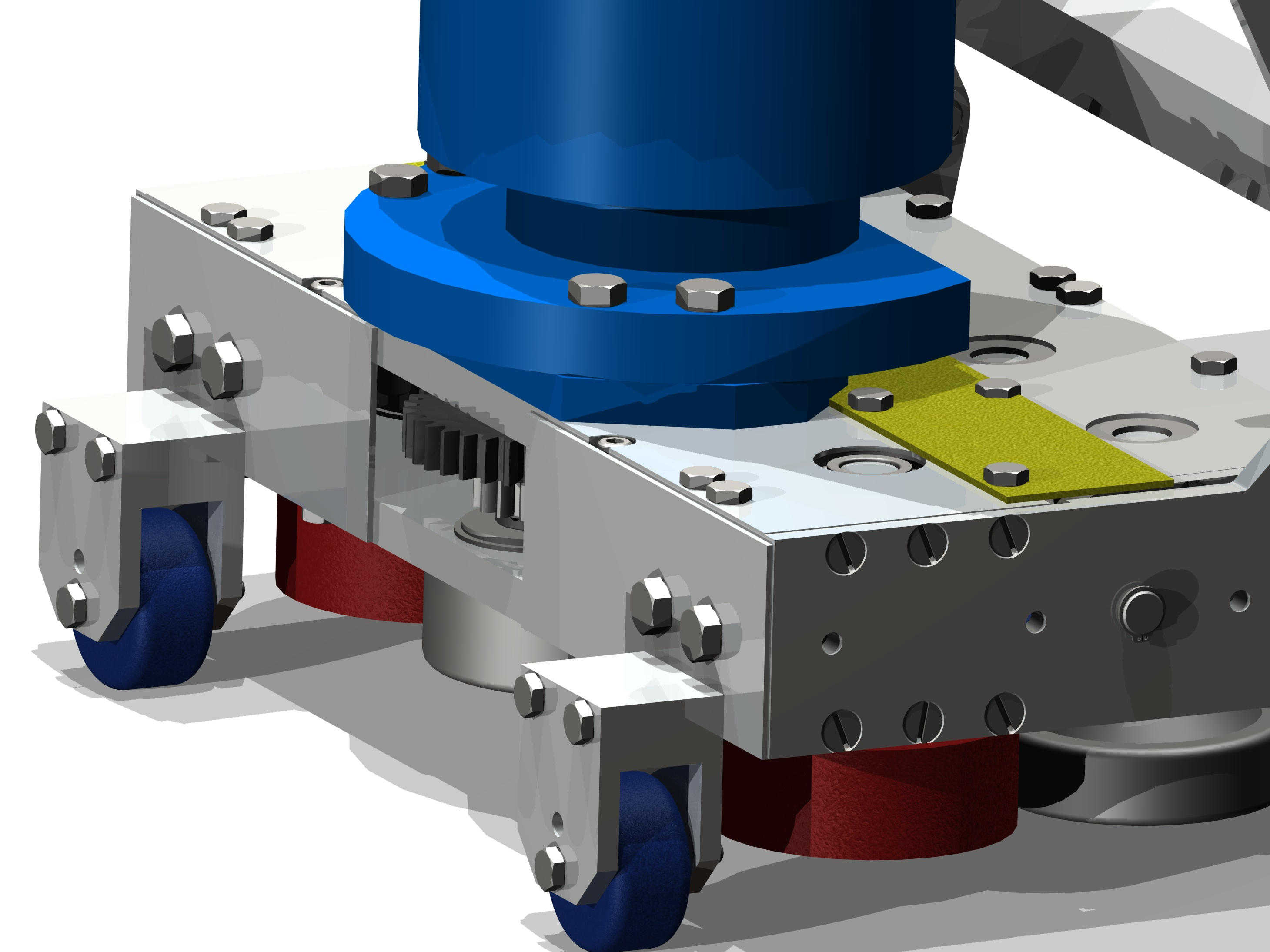
Exemple de modelatge 3D

El modelatge 3D és el procediment de creació d'objectes tridimensionals i virtuals mitjançant un software determinat, del qual s'obté un model 3D que es pot gestionar algorítmicament amb un ordinador. Per portar a terme aquest model, s'han fer una sèrie de passos, inicialment amb entitats bàsiques, les quals poden ser des de primitives geomètriques, és a dir, obtingudes a partir d'una equació matemàtica, o bé obtingudes per un escàner 3D.
El software del modelatge 3D és un tipus de software de gràfics 3D utilitzat per produir models tridimensionals. Els programes individuals d'aquest tipus són anomenats «Aplicacions de modelatge» o «modeladors».

## Història
La primera animació creada a partir del modelatge 3D va ser durant la dècada dels 70: des dels seus inicis, moltes persones del sector tecnològic s'hi van fixar, doncs permetia desenvolupar una imatge i poder generar modificacions o reformular-la segons el que es busqués.
En un principi, el seu ús va ser exclusiu per l'àmbit científic, però a poc a poc es va anar obrint pas cap al món cinematogràfic, principalment amb la pel·lícula Jurassic Park, on es va fer ús d'ell per donar vida als dinosaures a partir de models digitals, tot i les grans limitacions de software i maquinari que hi havien en aquella època (1993). El 1995, però, serà quan produirà el seu primer llargmetratge d'animació: la pel·lícula Toy Story. Amb aquestes dues pel·lícules, es pot observar la gran evolució que va viure el modelatge 3D durant els anys que les separen, tant a nivell del que es mostra a pantalla, la qualitat de la il·luminació, les textures...
Actualment, els canvis són molt notoris, sobretot si s'observa hardware d'aquella època, el qual tot i ser avançat i innovador, no arribava als nivells bàsics de la realitat virtual. Un dels canvis més notoris en aquest sentit és la capacitat que tenen totes les persones d'accedir a màquines més potents que les que existien en les dècades 70 i 80: els mòbils. La qualitat dels dispositius ha millorat molt en molt poc temps, en part també pel màrqueting i la necessitat d'obtenir vendes.
Tot aquest gran desenvolupament que ha experimentat la tecnologia ha fet que el modelatge 3D estigui a la disposició de qualsevol persona, amb una gran varietat de softwares específics que permeten crear i produir mons inventats, objectes, etc., sense tenir coneixements específics del món tecnològic i tècnic gràcies a tota la informació que es disposa, ja sigui en llibres o altres dispositius, però, sobretot, a internet.
Actualment, el modelatge 3D permet que l'espectador pugui viure, des de la seva pròpia experiència, un món inventat o bé la història d'un film, ja que a partir d'ell es desenvolupa la VR, una realitat virtual a la que tothom pot accedir. Avui en dia, la realitat virtual s'utilitza per l'anàlisi, la ciència, però també per la diversió i l'experimentació social.

## Models
Els models 3D representen un objecte tridimensional utilitzant una col·lecció de punts a l'espai dins d'un espai 3D, connectats per diverses entitats geomètriques com triangles, línies, superfícies corbes, etc. Sent una col·lecció de dades (punts i un altre tipus d'informació), els models 3D poden ser fets a mà, a través d'algoritmes o bé escanejats.
Els models 3D són àmpliament usats en gràfics 3D. De fet, el seu ús pre-data s'estén a l'ús de gràfics 3D en ordinadors. Alguns videojocs utilitzen imatges pre-renderitzades de models 3D com sprites abans que els ordinadors poguessin renderitzar-les a temps real.
Avui dia, els models 3D són utilitzats en una àmplia varietat de camps. La indústria mèdica usa models detallats d'òrgans; això pot ser creat amb múltiples parts d'imatges 2D d'un MRI o escàner CT. La indústria del cinema l'utilitza com a personatges i objectes per l'animació o la realitat motion pictures. La indústria dels videojocs els utilitza com a recurs per a videojocs. El sector científic els utilitza com a models altament detallats de components químics. La indústria de l'arquitectura els utilitza per demostrar les propostes d'edificis i panorames a través del Software Architectural Models. La comunitat enginyera l'utilitza per dissenyar nous artefactes, vehicles i estructures, així com portador d'altres usos. En dècades recents la comunitat de les ciències de la terra ha començat a construir models geològics 3D com una pràctica estàndard. Els models 3D també poden ser la base pels aparells físics que són construïts amb impressores 3D o CNC machines.

### Representació
Gairebé tots els models 3D poden ser dividits en dues categories:
- Sòlids - Aquests models defineixen el volum de l'objecte que representen (com una roca). Són més realistes, però més difícils de construir. Els models sòlids són majorment utilitzats per a simulacions no visuals, com ara les simulacions mèdiques i d'enginyeria. Per CAD i aplicacions visuals especialitzades com ray tracing i constructive solid geometry
- Carcassa/contorn - Aquests models representen la superfície, com per exemple el contorn de l'objecte, però no el seu volum (com una closca infinita). És més fàcil treballar amb ells que amb els models sòlids. Gairebé tots els models visuals utilitzats en jocs i pel·lícules són models protectors.

L'aparença d'un objecte depèn en gran part del seu exterior, boundary representations comunament en gràfics de computadora. Les superfícies de dues dimensions surfaces són una bona analogia dels objectes utilitzats en gràfics, encara que sovint aquests objectes són no-manifold. Des que les superfícies no són finites, una aproximació digital discreta és requerida: polygonal meshes (i a una menor extensió subdivision surfaces) són per lluny la representació més comuna, encara que amb point-based les representacions han anat guanyant certa popularitat en els anys recents. Level sets són una representació útil per deformar les superfícies on sotmeten diversos canvis tipològics com a fluids.
El procés de transformació de representació d'objectes, com per exemple el punt mitjà coordinat d'esfera i un punt en la seva circumferència en un polígon en la representació d'una esfera, és anomenat tessel·lació. Aquest pas és utilitzat en un base de polígon renderitzat, on els objectes són dividits de presentacions abstractes ("primitives") com ara les esferes, cones etc. Són anomenades "malles", les quals són xarxes de triangles interconnectats. Les malles de triangles (en comptes d'i.g. squares) són populars per provar que són fàcils d'utilitzar com render scanline rendering. La representació de polígons no és utilitzada en totes les tècniques per renderitzar, i en aquests casos els passos de tessel·lació no estan inclosos en la transició d'una representació abstracta a una escena renderitzada.